# Francisco Lamolina
Francisco Lamolina (1950. október 25. –) argentin nemzetközi labdarúgó-játékvezető. Teljes neve: Francisco Oscar Lamolina. Egyéb foglalkozása üzletember. Beceneve Panchó.

## Pályafutása

### Nemzeti játékvezetés
A játékvezetői vizsgát 1970-ben tette le. A küldési gyakorlat szerint rendszeres partbírói, majd 4. bírói szolgálatot is végzett. 1980-ban lett a Primera División játékvezetője. Egy új stílus képviselője, nem keményen szigorú, hanem a játék képéhez igazodóan fegyelmező. A stílust Sigának nevezték, Siga Schoolnak  (spanyolul – nyugodt iskola), lényeges eleme a játékvezető megelőző tevékenysége. A nemzeti játékvezetéstől 1999-ben vonult vissza. Vezetett mérkőzéseinek száma: 550.
| Időpont           | Helyszín                    | Mérkőzés típusa          | Mérkőzés                   | Eredmény |
| ----------------- | --------------------------- | ------------------------ | -------------------------- | -------- |
| 1999. március 28. | Núñez Stadion, Buenos Aires | utolsó bajnoki mérkőzése | CA River Plate–San Lorenzo | 2 – 2    |

### Nemzetközi játékvezetés
Az Argentin labdarúgó-szövetség (AFA) Játékvezető Bizottsága (JB) terjesztette fel nemzetközi játékvezetőnek, a Nemzetközi Labdarúgó-szövetség (FIFA) 1996-tól tartotta nyilván bírói keretében. A FIFA JB központi nyelvei közül a spanyolt beszéli. Több nemzetek közötti válogatott és klubmérkőzést vezetett, vagy működő társának partbíróként, majd 4. bíróként segített. A portugál nemzetközi játékvezetők rangsorában, a világbajnokság sorrendjében többedmagával a 6. helyet foglalja el 2 találkozó szolgálatával. Az aktív nemzetközi játékvezetéstől 1995-ben búcsúzott el.

#### Labdarúgó-világbajnokság

##### U20-as labdarúgó-világbajnokság
Portugália rendezte a 8., az 1991-es ifjúsági labdarúgó-világbajnokságot, ahol a FIFA JB bíróként alkalmazta.

###### 1991-es ifjúsági labdarúgó-világbajnokság
| Időpont          | Helyszín                  | Mérkőzés típusa              | Mérkőzés                  | Eredmény | Nézők száma |
| ---------------- | ------------------------- | ---------------------------- | ------------------------- | -------- | ----------- |
| 1991. június 20. | Városi Stadion, Guimarães | csoportmérkőzés (C. csoport) | Ausztrália–Egyiptom       | 1 – 0    | 8800        |
| 1991. június 23. | Városi Stadion, Faro      | egyik negyeddöntő            | Spanyolország–Szovjetunió | 1 – 3    | 13 000      |
| 1991. június 30. | Luz Stadion, Lisszabon    | döntő                        | Portugália–Brazília       | 0 – 0    | 127 000     |

---
A világbajnoki döntőhöz vezető úton Amerikai Egyesült Államokba a XV., az 1994-es labdarúgó-világbajnokságra a FIFA JB bíróként alkalmazta. Ez volt az első labdarúgó-világbajnokság, ahol ténylegesen külön tevékenykedtek a játékvezetők és a segítő partbírók. A döntő találkozón Puhl Sándor 4., tartalék játékvezetőjeként szolgált. Selejtező mérkőzéseket a Dél-amerikai Labdarúgó-szövetség (CONMEBOL) zónában vezetett. Világbajnokságon vezetett mérkőzéseinek száma:  2.

##### 1994-es labdarúgó-világbajnokság

###### Selejtező mérkőzés
| Időpont             | Helyszín                         | Mérkőzés típusa           | Mérkőzés           | Eredmény | Nézők száma |
| ------------------- | -------------------------------- | ------------------------- | ------------------ | -------- | ----------- |
| 1993. augusztus 8.  | Atahualpa Stadion, Quito         | előselejtező (2. csoport) | Ecuador–Venezuela  | 5 – 0    | 15 000      |
| 1993. szeptember 5. | Mineirão Stadion, Belo Horizonte | előselejtező (2. csoport) | Brazília–Venezuela | 4 – 0    | 64 000      |

###### Világbajnoki mérkőzés
| Időpont          | Helyszín                    | Mérkőzés típusa              | Mérkőzés                        | Eredmény | Nézők száma |
| ---------------- | --------------------------- | ---------------------------- | ------------------------------- | -------- | ----------- |
| 1994. június 18. | Silverdome Stadion, Pontiac | csoportmérkőzés (A. csoport) | Amerikai Egyesült Államok–Svájc | 1 – 1    | 63 425      |
| 1994. június 28. | RFK Stadion, Washington     | csoportmérkőzés (E. csoport) | Olaszország–Mexikó              | 1 – 1    | 52 535      |

#### Copa América
Uruguay a 33., az 1987-es Copa América és Ecuador a 36., az 1993-as Copa América labdarúgó tornán a CONMEBOL JB hivatalnoki feladatokkal látta el.

##### 1987-es Copa América

###### Copa América mérkőzés
| Időpont         | Helyszín                             | Mérkőzés típusa              | Mérkőzés          | Eredmény | Nézők száma |
| --------------- | ------------------------------------ | ---------------------------- | ----------------- | -------- | ----------- |
| 1987. július 5. | Gigante de Arroyito Stadion, Rosario | csoportmérkőzés (C. csoport) | Kolumbia–Paraguay | 3 – 0    | 10 000      |

##### 1993-as Copa América

###### Copa América mérkőzés
| Időpont          | Helyszín                 | Mérkőzés típusa              | Mérkőzés          | Eredmény | Nézők száma |
| ---------------- | ------------------------ | ---------------------------- | ----------------- | -------- | ----------- |
| 1993. június 15. | Atahualpa Stadion, Quito | csoportmérkőzés (A. csoport) | Ecuador–Venezuela | 0 – 1    | 45 000      |
| 1993. június 22. | Atahualpa Stadion, Quito | csoportmérkőzés (A. csoport) | Ecuador–Uruguay   | 2 – 1    | 45 000      |

## Sportvezetői pályafutása
Az aktív nemzetközi játékvezetést befejezve a CONMEBOL/FIFA JB instruktora, nemzetközi ellenőr.